# Farmakofor

Grupa farmakoforowa statyn

Farmakofor – model określający przestrzenne rozmieszczenie atomów oraz grup funkcyjnych niezbędnych do związania się związku chemicznego z receptorem oraz do wykazywania aktywności biologicznej, mający zastosowanie w poszukiwaniu nowych leków.

## Definicja IUPAC
Zgodnie z definicją IUPAC (1998) jest to zespół cech sterycznych i elektronowych koniecznych do osiągnięcia optymalnych oddziaływań supramolekularnych z konkretną strukturą biologiczną (receptorem), niezbędnych do wyzwolenia (lub zablokowania) jej biologicznej odpowiedzi.

## Budowa farmakoforu
Farmakofor zbudowany jest jedynie z elementów odgrywających istotną rolę w oddziaływaniach międzycząsteczkowych oraz aktywności biologicznej, takich jak atomy szczególnych typów (np. atom siarki, atom azotu), określone grupy chemiczne (np. grupa karboksylowa, grupa aminowa, grupa fenylowa) bądź też grupy o szczególnych funkcjach (np. donor lub akceptor protonu w wiązaniu wodorowym, grupa elektrofillowa lub nukleofilowa, grupa hydrofilowa lub grupa hydrofobowa).

## Etapy budowania farmakoforu

Przykładowy model farmakoforu.

Budowanie farmakoforu można podzielić na następujące etapy:
- przygotowanie danych – analiza struktury chemicznej jak najbardziej różnorodnej grupy związków chemicznych o największej aktywności dla tego samego miejsca wiążącego, przypisanie typów i ładunków poszczególnym atomom oraz ustalenie, czy dana grupa funkcyjna będzie donorem, czy też akceptorem protonu wiązania wodorowego,
- przeszukiwanie przestrzeni konformacyjnej – większość aktywnych cząsteczek jest elastycznymi molekułami i może przyjmować praktycznie nieskończoną liczbę kształtów, więc dla potrzeb modelowania molekularnego analizę ogranicza się do konformacji o najniższych energiach potencjalnych (można również rozważać grupy konformacji),
- wybór elementów i zakodowanie struktury molekuł – wybór z każdej cząsteczki elementów mogących być elementem farmakoforu w postaci punktów skojarzonych ze środkiem ciężkości atomów tego elementu,
- generowanie farmakoforów – najpierw poszukuje się dwóch cech farmakoforycznych (elementów i ustalonych odległości między nimi) wspólnych dla wszystkich badanych związków chemicznych, następnie dodaje się kolejne elementy, aż do znalezienia maksymalnej (lub z góry określonej) liczby cech wspólnych dla wszystkich badanych związków chemicznych.

W wyniku procedury budowania farmakoforu, którą można przeprowadzać przy użyciu różnych programów komputerowych oraz różnych algorytmów, zostaje zwykle zbudowanych więcej niż jedna propozycja farmakoforu.

## Zastosowania
Określenie farmakoforu znajduje zastosowanie na różnych etapach projektowania leków (natomiast jest kluczowym etapem projektowania leków w przypadku, gdy brakuje danych dotyczących budowy receptora):
- poszukiwanie w komputerowych bankach związków chemicznych potencjalnych nowych związków wiodących,
- tworzenia nowego zbioru związków aktywnych dla określonego receptora,
- optymalizacji związków wiodących,
- ustalenie ilościowej zależności między strukturą a aktywnością metodami 3D-QSAR.

## Ograniczenia metody
Ograniczeniami metody poszukiwania nowych leków poprzez określenie farmakoforu przy użyciu oprogramowania komputerowego do modelowania molekularnego są:
- brak dobrych metod oceny znalezionych potencjalnych związków wiodących, a w szczególności brak możliwości oceny kształtu szkieletu molekularnego, co może prowadzić do znajdywania substancji doskonale dopasowanych w zakresie farmakoforu przy całkowitym braku jej aktywności biologicznej,
- ograniczenia komputerowych baz danych związków chemicznych, które zawierają tylko część możliwych konformacji, co może prowadzić do ominięcia poszukiwanego związku wiodącego,
- brak zdefiniowanej metody określania farmakoforu, co – zależnie od przyjętych założeń – może prowadzić do znalezienia różniących się od siebie farmakoforów i w konsekwencji do określenia zupełnie odmiennych związków wiodących.

## Historia
Pierwszym, który opisał koncepcję grup funkcyjnych przenoszących właściwości leku, był Paul Ehrlich. Zamieścił ją w swojej pracy dyplomowej na zakończenie studiów medycznych w 1878 roku. Koncepcję molekularnej sieci przenoszącej biologiczną aktywność zamiast zbioru konkretnych grup funkcyjnych podał w 1960 roku Fred Warren Schueler. W 1967 roku Monty Kier opublikował pierwszy farmakofor agonistów receptorów muskarynowych, a w 1971 roku po raz pierwszy użył terminu farmakofor. Pierwszy program komputerowy do rozpoznawania grup farmakoforowych został opracowany w 1974 roku przez zespół w składzie Peter Gund, W. Todd Wipke oraz Robert Langridge na Uniwersytecie Princeton pod nazwą MOLPAT. Współczesną definicja farmakoforu została określona w 1977 roku przez Petera Gunda i rozwinięta w 1980 roku przez Christine Humblet oraz Garlanda Marshalla.